# Bombardement de Sakiet Sidi Youssef
Le bombardement de Sakiet Sidi Youssef est une opération militaire menée par l'armée française, dans le cadre de la guerre d'Algérie, sur le village tunisien de Sakiet Sidi Youssef le 8 février 1958, causant la mort de plus de 70 personnes, dont une douzaine d'élèves d'une école primaire, et 148 blessés parmi la population.
Depuis, chaque 8 février, l'Algérie et la Tunisie commémorent conjointement cet événement.

## Contexte
Alors que la guerre d'Algérie fait rage, l'armée française subit régulièrement des attaques venant de l'autre côté de la frontière tunisienne. Le pays, devenu une véritable base arrière, apporte en effet son soutien logistique, par le transit des armes, et héberge des troupes de l'Armée de libération nationale (ALN). En 1958, le commandement de l'armée française en Algérie décide de ne plus tolérer le harcèlement de ses forces.

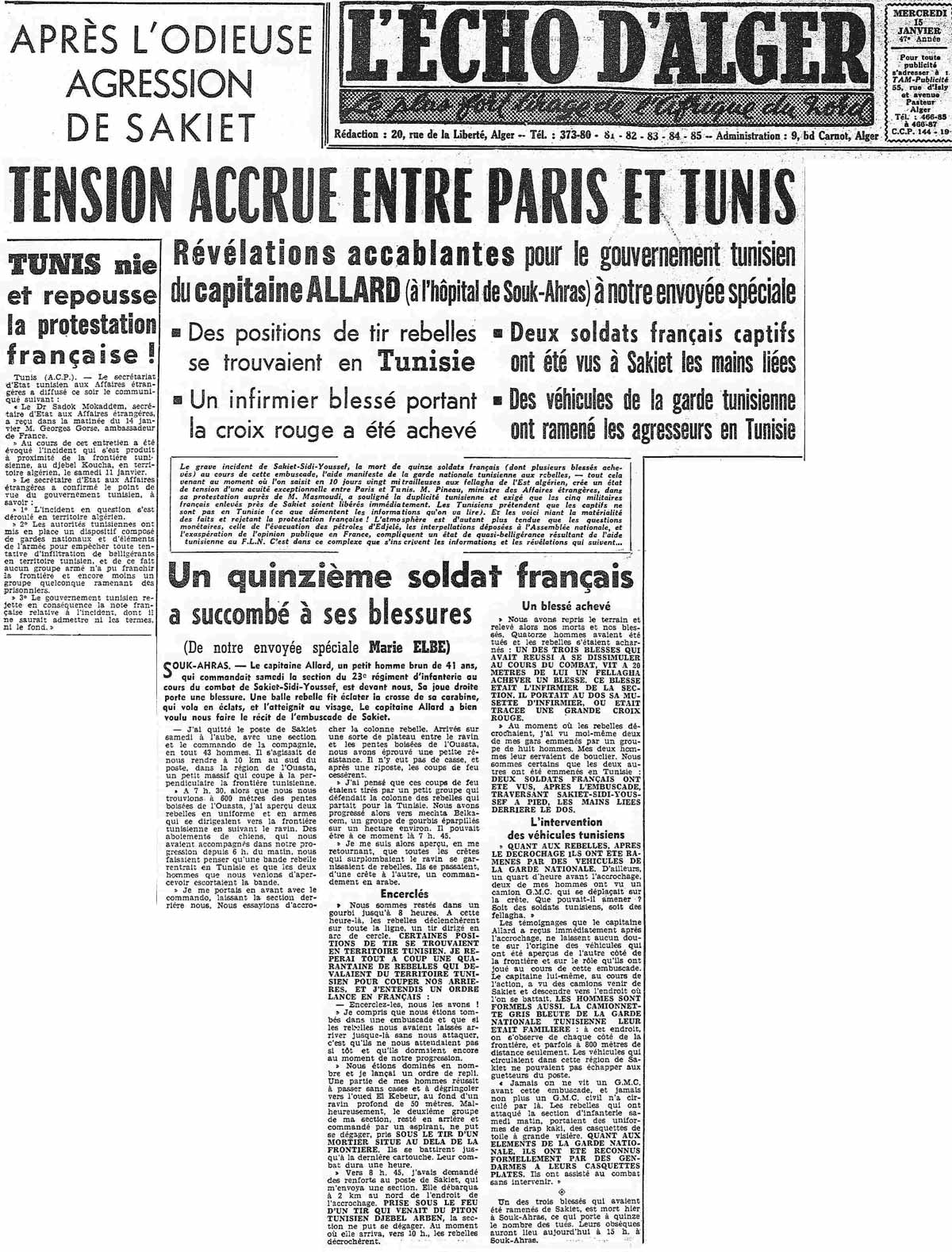
Article sur les incidents du 11 janvier 1958, dans L'Écho d'Alger du 15 janvier 1958.

Le 2 janvier se produit un accrochage à la frontière lors duquel l'ALN réussit à capturer quatre soldats français et à les ramener dans la région du Kef. Le président du Conseil français, Félix Gaillard, charge le général Albert Buchalet de porter un message au président Habib Bourguiba dans le but de relancer les négociations franco-tunisiennes et de rappeler au président ses obligations de neutralité. Bourguiba refuse de recevoir ce militaire qui avait combattu les fellagas en 1954. Gaillard envoie alors son chef de cabinet en vain. Bourguiba déclare à la presse : « La France doit comprendre qu'un général pour appuyer une protestation ou une frégate pour soutenir une politique, tout cela doit prendre fin. Si l'action continue, je demanderai l'installation d'un régiment de l'ONU aux frontières ». À Paris, ces réactions ne sont guère appréciées car Bourguiba semble ainsi vouloir internationaliser la guerre d'Algérie.
Le 11 janvier, 300 combattants algériens de Sakiet Sidi Youssef attaquent en territoire algérien une patrouille française de cinquante soldats (quatorze soldats français tués, deux blessés et quatre prisonniers). Le commandant basé à Alger avise Paris que « des bandes d'assaillants algériens, repérés par l'aviation française, franchissent la frontière à partir de la Tunisie et se répandent dans les fermes et les mechtas (groupement de maisons en dehors d'une agglomération) algériennes et que les véhicules de la garde nationale tunisienne stationnent de plus en plus à la frontière en position d'accueil ».

## Prise de décision
Le 8 février, l'armée française indique qu'un avion, touché par une mitrailleuse postée à Sakiet Sidi Youssef, a dû se poser en catastrophe à Tébessa. En représailles, le général Edmond Jouhaud, commandant de la cinquième région aérienne, planifie un raid aérien sur Sakiet Sidi Youssef et le soumet au général Paul Ély qui, ayant obtenu l'accord oral du ministre de la Défense Jacques Chaban-Delmas, autorise l'utilisation de bombardiers lourds.
Des incertitudes sur la réalité de l'autorisation par le ministre demeurent. Néanmoins, il reste que l'armée française était autorisée, au moins dans l'esprit si ce n'est dans la lettre, à prendre des mesures vigoureuses, le choix des armes et de l'échelle étant laissé aux militaires. En revanche, il semble clair que le président du Conseil français, Félix Gaillard, n'avait pas été informé de cette attaque.

## Opération
L'opération implique 25 avions : onze bombardiers B-26, six chasseurs-bombardiers Corsair de la Flottille 12F et huit chasseurs Mistral. Vers 10 h 50, un marché où se pressent des paysans de la région est mitraillé par une escadrille de chasseurs volant en rase-motte. Par la suite, trois vagues de sept bombardiers B-26 pilonnent la localité jusque vers midi ; les Corsair neutralisent les installations anti-aériennes et les B-26 détruisent la mine de plomb désaffectée qui servait de camp à l'ALN. Alors que la Croix-Rouge internationale était dans le voisinage du village durant l'attaque pour assister des réfugiés, le commandement militaire est prêt à prendre des risques : deux camions de la Croix-Rouge sont ainsi détruits, ainsi que l'école du village remplie d'enfants en cette matinée.

## Conséquences

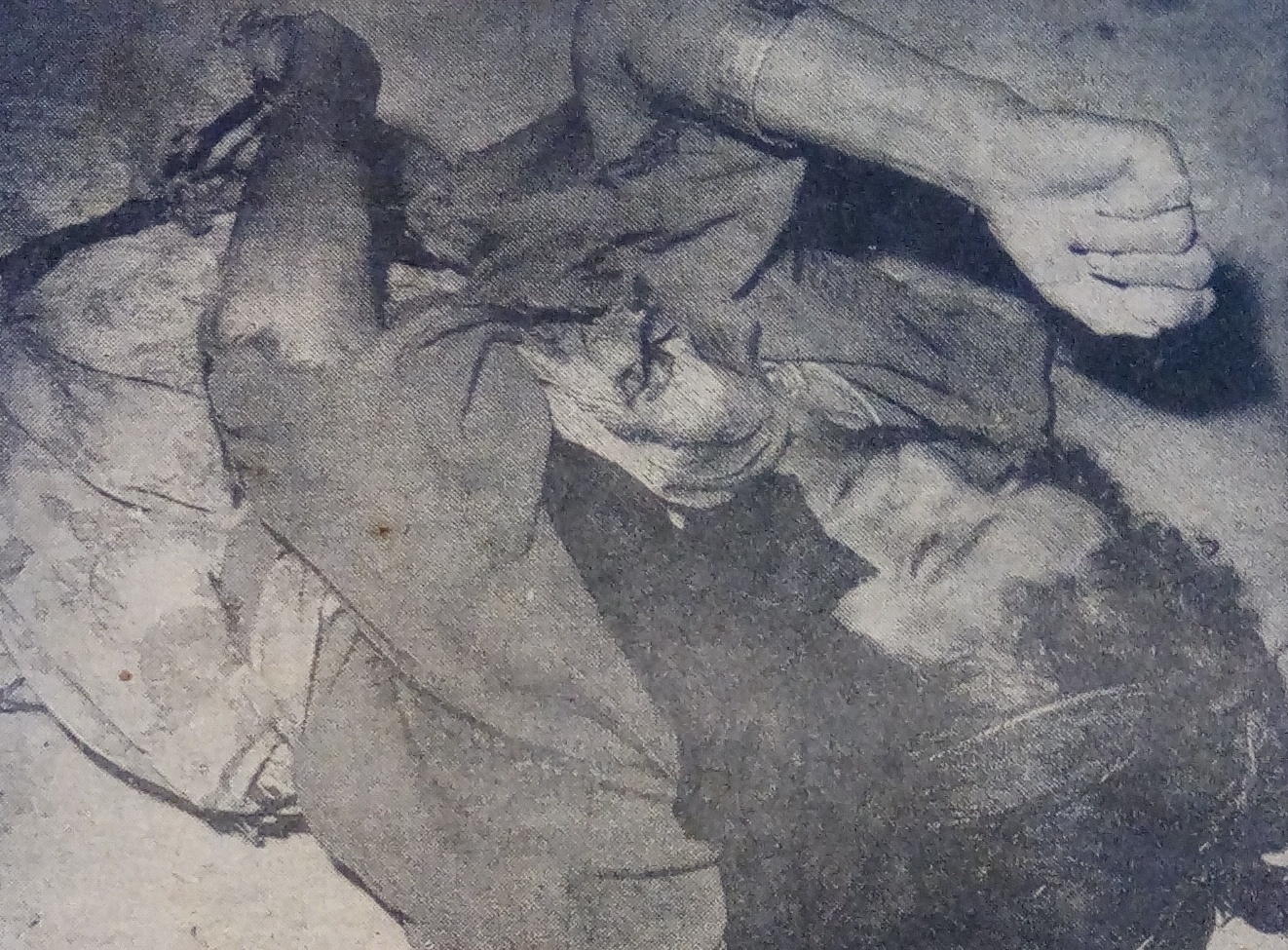
Victime du bombardement.

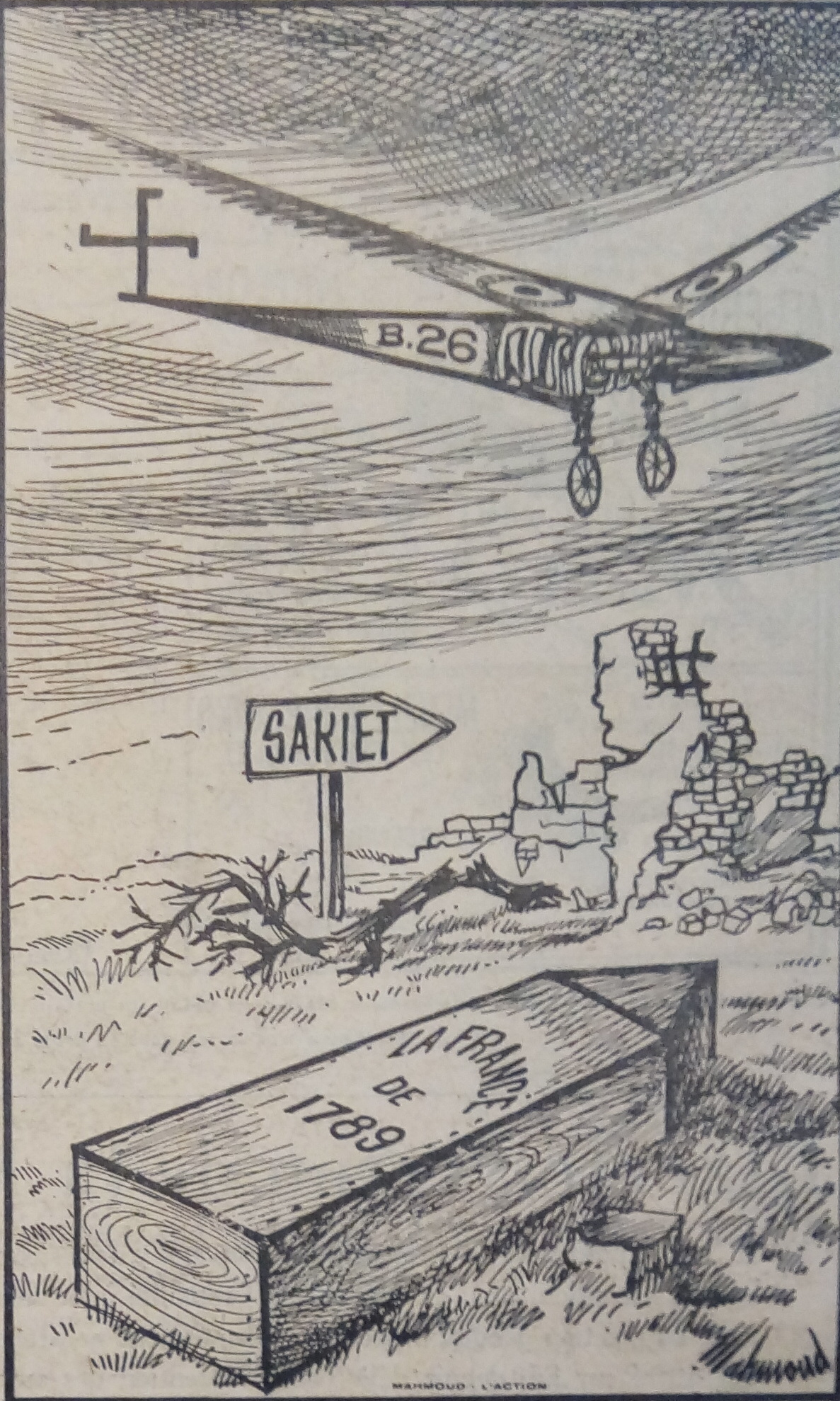
Dessin satirique de l'évènement paru dans le journal L'Action tunisienne du 17 février 1958.

Le bilan varie entre 72  et   75 morts et 148 blessés, dont une douzaine d'élèves d'une école primaire et des réfugiés algériens regroupés par une mission de la Croix-Rouge.
Selon Mouloud Lahreche, membre de l'ALN combattant au sein de l'une des deux sections en poste à Sakiet Sidi Youssef, les troupes ont l'information de l'imminence de l'attaque dès 2 h du matin et évacuent la zone avant les bombardements aériens qui commencent à 8 h du matin.
En réaction, la Tunisie rompt les relations diplomatiques, expulse cinq consuls français qui exercent dans les principales villes du pays, organise le blocus des casernes françaises et met sur pied une visite organisée du village par la presse internationale. Le conflit purement franco-algérien prend une dimension plus internationale avec la plainte déposée par la Tunisie auprès de l'ONU. Le Conseil de sécurité décide alors de mettre en place une mission de bons offices confiée à l'Américain Robert Murphy et au Britannique Harold Beeley (en).
Si le président du Conseil Félix Gaillard n'avait pas été mis au courant de l'opération, il l'a toutefois couverte a posteriori, argumentant en particulier devant l'Assemblée nationale que l'attaque avait été justifiée par une provocation des « rebelles » algériens de l'autre côté de la frontière. Parallèlement, Robert Murphy soutient ouvertement la position du président Bourguiba et entraîne le président Eisenhower à exercer une forte pression sur le gouvernement français (lettre personnelle adressée à Félix Gaillard le 10 avril). Face à la polémique, le cabinet Gaillard est renversé par l'Assemblée nationale le 15 avril, les partisans de l'Algérie française évoquant un « nouveau Munich ». Les communistes votent également la censure. Cette crise ouvre ainsi la voie au retour du général de Gaulle au pouvoir et impose, le 17 juin, un accord entre les deux pays stipulant « l'évacuation de toutes les troupes françaises du territoire tunisien à l'exception de Bizerte ».

## Commémoration

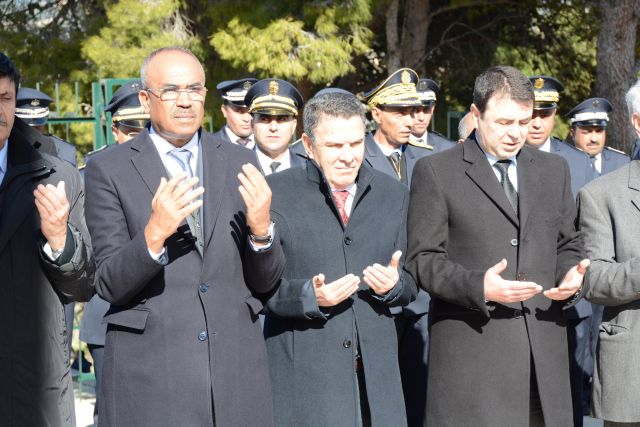
Cérémonie du 8 février 2017 en présence (gauche à droite) de Tayeb Zitouni (moitié visible), Noureddine Bedoui, Farhat Horchani et Hédi Majdoub.

Chaque 8 février, les représentants des gouvernements algérien et tunisien commémorent conjointement cet événement et en profitent pour rappeler l'importance des relations entre les deux pays. En 2022, le Premier ministre algérien Aïmene Benabderrahmane et son homologue tunisienne Najla Bouden président la cérémonie puis visitent une exposition.
En 2005, le musée de la mémoire commune tuniso-algérienne ouvre à Ghardimaou et évoque notamment les événements de Sakiet Sidi Youssef.
Parallèlement aux commémorations officielles, diverses activités sont proposées, comme des concerts, des pièces de théâtre, des conférences et expositions, ou encore des compétitions sportives.